# Wilhelm Aschwanden
Wilhelm Aschwanden (* 18. Dezember 1969 in Langnau im Emmental) ist ein ehemaliger Schweizer Skilangläufer.

## Werdegang
Aschwanden, der für den SC Marbach startete, lief in der Saison 1989/90 seine ersten Weltcupeinzelrennen, welche er ausserhalb der Punkteränge beendete. Bei den Olympischen Winterspielen 1994 in Lillehammer belegte er den 60. Platz über 10 km klassisch und den 56. Rang in der anschliessenden Verfolgung. Seine ersten Weltcuppunkte holte er im Dezember 1994 in Sappada mit dem 29. Platz über 10 km Freistil. Bei den Nordischen Skiweltmeisterschaften 1995 in Thunder Bay errang er den 71. Platz über 10 km klassisch, den 60. Platz in der Verfolgung und den 47. Platz über 50 km Freistil. Seine beste Platzierung bei den Nordischen Skiweltmeisterschaften 1997 in Trondheim war der 26. Platz über 50 km klassisch. Bei den Olympischen Winterspielen 1998 in Nagano waren der 22. Platz über 50 km Freistil und der sechste Rang mit der Staffel seine besten Ergebnisse. Im Dezember 1998 erreichte er in Toblach mit dem zehnten Platz über 10 km Freistil seine erste und einzige Top-Zehn-Platzierung im Weltcupeinzel. Seine besten Resultate bei den Nordischen Skiweltmeisterschaften 1999 in Ramsau am Dachstein waren der 31. Platz in der Verfolgung und der neunte Platz mit der Staffel. Bei den Olympischen Winterspielen 2002 in Salt Lake City kam er auf den 38. Platz im 30-km-Massenstartrennen, auf den 32. Rang über 50 km klassisch und auf den zehnten Platz mit der Staffel. Im Februar 2004 lief er in Oberstdorf sein letztes Weltcuprennen, welches er auf dem 46. Platz im Skiathlon beendete.
Aschwanden wurde 13-mal mit der Marbacher Staffel und viermal im Einzel Schweizer Meister. Nach der Saison 2003/04 beendete er seine Karriere.

## Erfolge

### Teilnahmen an Weltmeisterschaften und Olympischen Winterspielen

#### Olympische Winterspiele
- 1994 Lillehammer: 56. Platz 25 km Verfolgung, 60. Platz 10 km klassisch
- 1998 Nagano: 6. Platz Staffel, 22. Platz 50 km Freistil, 49. Platz 25 km Verfolgung, 63. Platz 10 km klassisch
- 2002 Salt Lake City: 10. Platz Staffel, 32. Platz 50 km klassisch, 38. Platz 30 km Freistil Massenstart

#### Nordische Skiweltmeisterschaften
- 1995 Thunder Bay: 12. Platz Staffel, 47. Platz 50 km Freistil, 60. Platz 25 km Verfolgung, 71. Platz 10 km klassisch
- 1997 Trondheim: 26. Platz 50 km klassisch, 38. Platz 30 km Freistil, 56. Platz 25 km Verfolgung, 81. Platz 10 km klassisch
- 1999 Ramsau: 9. Platz Staffel, 31. Platz 25 km Verfolgung, 40. Platz 10 km klassisch, 51. Platz 30 km Freistil

### Medaillen bei nationalen Meisterschaften
- 1989: Bronze mit der Staffel
- 1990: Silber mit der Staffel
- 1991: Gold mit der Staffel
- 1992: Gold mit der Staffel
- 1993: Gold mit der Staffel
- 1994: Gold mit der Staffel, Bronze in der Verfolgung
- 1995: Gold mit der Staffel
- 1996: Gold mit der Staffel, Silber über 30 km Freistil, Bronze in der Verfolgung
- 1997: Gold über 30 km Freistil, Gold mit der Staffel, Bronze über 10 km klassisch
- 1998: Gold mit der Staffel, Silber über 10 km klassisch, Bronze über 50 km Freistil, Bronze über 30 km klassisch
- 1999: Gold über 10 km klassisch, Gold in der Verfolgung, Gold mit der Staffel, Bronze über 50 km Freistil
- 2000: Gold mit der Staffel, Bronze in der Doppelverfolgung
- 2001: Gold mit der Staffel, Silber in der Doppelverfolgung, Bronze über 50 km Freistil
- 2002: Silber mit der Staffel, Silber über 30 km Freistil
- 2003: Gold mit der Staffel, Silber über 30 km klassisch, Bronze im Sprint
- 2004: Gold mit der Staffel, Gold über 50 km klassisch

## Platzierungen im Weltcup

### Weltcup-Statistik
Die Tabelle zeigt die erreichten Platzierungen im Einzelnen.
- 1.–3. Platz: Anzahl der Podiumsplatzierungen
- Top 10: Anzahl der Platzierungen unter den ersten zehn
- Punkteränge: Anzahl der Platzierungen innerhalb der Punkteränge
- Starts: Anzahl gelaufener Rennen in der jeweiligen Disziplin
- Hinweis: Bei den Distanzrennen erfolgt die Einordnung gemäss FIS.

| Platzierung         | Distanzrennen a | Distanzrennen a | Distanzrennen a | Distanzrennen a | Distanzrennen a | Skiathlon Verfolgung | Sprint | Etappen- rennen b | Gesamt | Team c | Team c  |
| Platzierung         | ≤ 5 km          | ≤ 10 km         | ≤ 15 km         | ≤ 30 km         | > 30 km         | Skiathlon Verfolgung | Sprint | Etappen- rennen b | Gesamt | Sprint | Staffel |
| ------------------- | --------------- | --------------- | --------------- | --------------- | --------------- | -------------------- | ------ | ----------------- | ------ | ------ | ------- |
| 1. Platz            |                 |                 |                 |                 |                 |                      |        |                   |        |        |         |
| 2. Platz            |                 |                 |                 |                 |                 |                      |        |                   |        |        |         |
| 3. Platz            |                 |                 |                 |                 |                 |                      |        |                   |        |        |         |
| Top 10              |                 | 1               |                 |                 |                 |                      |        |                   | 1      | 1      | 6       |
| Punkteränge         |                 | 5               | 3               | 2               | 1               | 2                    | 2      |                   | 15     | 1      | 19      |
| Starts              |                 | 24              | 24              | 22              | 5               | 15                   | 8      |                   | 98     | 1      | 19      |
| Stand: Karriereende |                 |                 |                 |                 |                 |                      |        |                   |        |        |         |

### Weltcup-Gesamtplatzierungen
| Saison    | Gesamt | Gesamt | Distanz | Distanz | Sprint | Sprint |
| Saison    | Punkte | Platz  | Punkte  | Platz   | Punkte | Platz  |
| --------- | ------ | ------ | ------- | ------- | ------ | ------ |
| 1994/95   | 2      | 87.    | –       | –       | –      | –      |
| 1995/96   | –      | –      | –       | –       | –      | –      |
| 1996/97   | 5      | 97.    | –       | –       | –      | –      |
| 1997/98   | 1      | 103.   | –       | –       | 1      | 81.    |
| 1998/99   | 54     | 46.    | 7       | 61. 1   | 60     | 39.    |
| 1999/2000 | 5      | 112.   | 5       | 65. 2   | –      | –      |
| 2000/01   | 37     | 76.    | –       | –       | –      | –      |
| 2001/02   | –      | –      | –       | –       | –      | –      |
| 2002/03   | –      | –      | –       | –       | –      | –      |
| 2003/04   | 13     | 123.   | 13      | 83.     | –      | –      |